# 國學院大學本源氏物語
國學院大學本源氏物語（こくがくいんだいがくほんげんじものがたり）は、源氏物語の写本の一つ。現在國學院大學図書館の所蔵となっていることからこの名称で呼ばれる。

## 概要
室町時代後期の書写と見られる写本で54帖25冊からなる揃い本である。ほぼ全帖にわたって朱点・注記などの書き込みが数多く存在する。
寄合書きであり、極札によると以下のような人物を含む21名の人物が筆写者とされる。
- 足利義政
- 足利義政御台所（日野富子）
- 三条西実隆卿女
- 三条西公条北方（甘露寺元長の娘）
- 甘露寺元長
- 梶井宮堯胤法親王
- 正親町公兼
- 下冷泉政為
- 山科言国

また御法、幻、匂宮、紅梅、竹河、東屋、浮舟の7帖は竹屋光忠による後世の補写とされる。
巻ごと・概ね伝承筆写ごとに本文系統は異なる。柏木・鈴虫・夕霧・若菜下・蜻蛉・手習・夢浮橋は河内本系、須磨・若菜上は別本とされ、その他の多くの巻は青表紙本系統とされる。

## その他の國學院大學本
國學院大學には、本写本の他に河内本源氏物語校異集成において写本記号「家」で「伝藤原為家筆本」として河内本系統の本文を持つ藤原為家筆とされる花宴巻のみの源氏物語の写本が所蔵されている。